# Star of Devon (manzana)
Star of Devon es una variedad cultivar de manzano (Malus domestica).
Variedad de manzana procedente de plántula criado por J. Garland, Broadclyst, Devon Inglaterra (Reino Unido). Introducido en los circuitos comerciales por George Pyne, de Topsham. Fue descrito en 1905, año en el que recibió el Premio al Mérito de la Royal Horticultural Society. Las frutas tienen una pulpa blanda, de color blanco verdoso con un sabor aromático más bien ácido y leve.

## Historia
'Star of Devon' es una variedad de manzana procedente de plántula criado por J. Garland, Broadclyst, Devon Inglaterra (Reino Unido). Introducido en los circuitos comerciales por George Pyne, de Topsham. Fue descrito en 1905, año en el que recibió el Premio al Mérito de la Royal Horticultural Society.
'Star of Devon' se cultiva en la National Fruit Collection con el número de accesión: 1944-008 y Accession name: Star of Devon.

## Características
'Star of Devon' es un árbol moderadamente vigoroso, portador de espuelas, con porte esparcido compacto y vertical. Tiene un tiempo de floración que comienza a partir del 2 de mayo con el 10% de floración, para el 9 de mayo tiene una floración completa (80%), y para el 18 de mayo tiene un 90% de caída de pétalos.
'Star of Devon' tiene una talla de fruto medio; forma oblonga, altura 48.00mm y anchura 64.00mm; con nervaduras débiles; epidermis con color de fondo amarillo pálido, importancia del sobre color de alto a muy alto, con color del sobre color rojo, con sobre color patrón rayas / manchas presentando lavado rojo con rayas más oscuras en la cara expuesta al sol, piel ligeramente grasosa, "russeting" (pardeamiento áspero superficial que presentan algunas variedades) medio; cáliz mediano y parcialmente abierto, colocado en una cuenca algo poco profunda; pedúnculo largo y delgado, colocado en una cavidad profunda y estrecha cubierta de "russeting"; carne de color blanco verdoso y suave. Sabor jugoso, dulce y ligeramente aromático.
Su tiempo de recogida de cosecha se inicia a mediados de octubre. Se conserva bien durante cinco meses en cámara frigorífica.

## Progenie
'Star of Devon' es el Parental-Padre de la variedades cultivares de manzana:
- Cheddar Cross
- Plymouth Cross

## Usos
Hace una muy buena manzana fresca de mesa.

## Ploidismo
Diploide, parcialmente auto estéril. Es necesaria una polinización con variedades del Grupo de polinización: C, Día 9.